# Cold Blooded EP (Part One)
Cold Blooded EP (Part One) − minialbum kanadyjskiego producenta muzycznego Datsika, wydany 22 stycznia 2013 roku przez Firepower Records. Jego następcą jest pełny album studyjny Let It Burn LP (Part Two).

## Lista utworów
1. "Cold Blooded" - 3:44
2. "Automatik" (feat. Messinian) - 3:44
3. "Machete" (feat. Snak the Ripper & Young Sin) - 3:34
4. "Juicebox" - 3:45
5. "Too Late to Say No" - 4:42
6. "Vindicate" (Datsik & Excision) - 4:35
7. "Release Me" - 4:37